# 登龍街

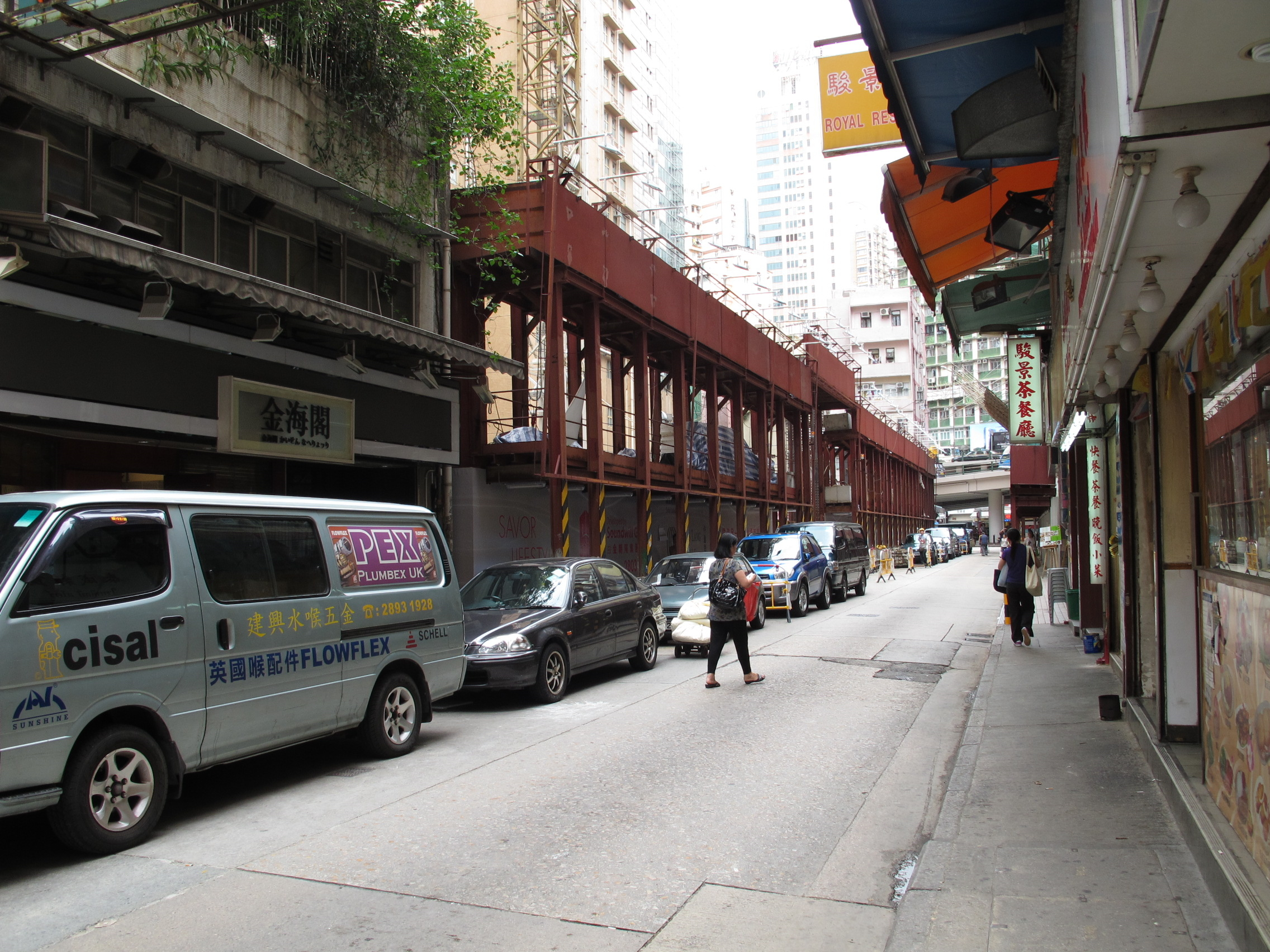
2012年的登龍街，金朝陽中心二期Midtown仍然是地盤

簡史： 根據魯言< 香港掌故 >( 一九八五年香港上海印書館出版 )記載，登龍街原為一小島，名叫燈籠洲，一九二零年填海後，該地改稱登龍街. 
登龍街（英語：Tang Lung Street）是位於香港香港島銅鑼灣軒尼詩道及羅素街之間的一條後街，起點為堅拿道東，終點位於軒尼詩道近波斯富街，終點曾設小巴站，包括港島專線小巴進智公交來回赤柱正灘，已搬遷往渣甸街。
登龍街的商店近7成商店為食肆，為區內著名美食街之一。早年設茶餐廳、新翠華炭爐煲仔飯、火鍋店、潮州打冷、泰國菜、小食店和樓上酒吧的集中地，為名副其實的不夜天。
唯2008年起，警方打擊樓上吧，永光中心大部份舖位已變為日韓食肆。到2011年起日本豚王拉麵店登陸後，有多間日本拉麵店及西餐陸續進駐，加上2014年食廈金朝陽中心二期Midtown落成，轉型的速度加快，更多小店不敵地產霸權已結業，至今已面目全非。
該街亦有不少小店，包括1960年開業的有利腐乳王、老三陽、泰成雜貨、1972年開業的海富電器行等等。

## 鄰近
- 時代廣場 (香港)
- 銅鑼灣廣場
- 優食橫町
- 鵝頸橋
- 金朝陽中心